# Сарново (Нідзицький повіт)
Сарново (пол. Sarnowo, нім. Scharnau) — село в Польщі, у гміні Козлово Нідзицького повіту Вармінсько-Мазурського воєводства.
Населення — 401 особа (2011).
У 1975-1998 роках село належало до Ольштинського воєводства.

## Демографія
Демографічна структура станом на 31 березня 2011 року:
|          | Загалом | Допрацездатний вік | Працездатний вік | Постпрацездатний вік |
| -------- | ------- | ------------------ | ---------------- | -------------------- |
| Чоловіки | 201     | 58                 | 131              | 12                   |
| Жінки    | 200     | 53                 | 113              | 34                   |
| Разом    | 401     | 111                | 244              | 46                   |